# 姜聖熙
姜 聖熙（カン・ソンヒ、朝鮮語: 강성희、1972年9月7日 - ）は、大韓民国の労働運動家、政治家。第21代国会議員に当選し、韓国国会で唯一の進歩党所属の議員であった。

## 経歴
ソウル出身。韓国外国語大学校言語認知科学科卒。現代自動車全州工場の労働組合幹部を経て、全国宅配労働組合全北支部事務局長、進歩党貸出金利引下運動本部本部長・全羅北道党民生特別委員会委員長を歴任した。
2023年4月5日に行われた第21代総選挙の全州市乙選挙区の再選挙では無所属の林呈燁を破れて国会議員に当選した。国会議員当選後はもともと欠員が発生した国会国防委員会に割り当てられたが、進歩党は過去の親北政党の統合進歩党の後身であるため、国家機密の漏洩の恐れがあるとして国民の力議員の鄭宇沢からの反対に遭った。結局は国民の力と共に民主党の院内代表の調整により、国民の力院内代表の尹在玉が国防委員会に行き、姜は本人の希望通りの国会政務委員会に配属された。
2023年5月には親李在明系の共に民主党の初選議員の集まりの「公正社会フォーラム」に参加したが、進歩派の在野政党からは「民主党亜流」「民主党2中隊」などの批判の声が上がった。結局、姜は議政活動に役に立たないとして退会した。
2024年1月18日の全北特別自治道の発足祝賀式典で、大統領の尹錫悦との握手中に尹の国政運営を批判し、その後も声を上げて叫んだため、大統領室の警備員により会場から連れ出された。

## 主張
当選数日後のインタビューでは朴槿恵政権の内乱陰謀操作と政治弾圧に遭った李石基の名誉回復と復権を主張した。また、尹錫悦政権による「検察独裁」への警戒心も強い。

## エピソード
再選挙に出馬した時点には5件の前科があった。2005年には公務執行妨害と暴力行為等の処罰に関する法律の違反容疑で罰金200万ウォン、2011年には業務妨害の容疑で罰金500万ウォン、2013年には業務妨害と暴力行為等の処罰に関する法律違反容疑などで罰金300万ウォン、2015年には業務妨害容疑で罰金200万ウォン、同年には業務妨害と暴処法違反の容疑で懲役1年6ヶ月、執行猶予3年がそれぞれ宣告された。
再選挙の期間中、陣営のスタッフ2名が米を選挙区民に配布した疑いにより警察に緊急逮捕された。これに対し、姜側は全羅南道から来たボランティアの党員が選挙運動の合間に販促用の精麦を取引先に送ったと釈明した。